# Hefestió (escriptor)
Hefestió, en llatí Hephaestion, en grec antic Ἡφαιστίων, fou un gramàtic grec que va viure a l'època dels Antonins. Va ser mestre de llengua grega de l'emperador Luci Aureli Ver i va viure a la meitat del segle ii. A Suides s'esmenta un Hefestió com un gramàtic alexandrí i se suposa que parla d'aquest personatge. Va escriure diversos manuals versificats sobre obres gramaticals. Destaquen: μέτρων Πεδισμοί (sobre les mesures del vers), que es creu que és el mateix que Ἐγχειρίδιον περὶ μέτρων, una obra que ha arribat gairebé completa, i que forma la base dels coneixements actuals sobre mètrica grega. A més, aquesta obra té valor per la gran quantitat de citacions que fa d'altres autors, especialment poetes.